# OSTIV
Die OSTIV (Organisation Scientifique et Technique du Vol à Voile) fördert den Erfahrungsaustausch und die Zusammenarbeit im Segelflug zwischen Experten und Piloten aller Nationen.
Die OSTIV entstand 1948 in Samedan/Schweiz als Nachfolgeorganisation der 1930 gegründeten ISTUS (Internationale Studienkommission für Segelflug). Ziel und Zweck ist die Weiterentwicklung des Segelflugs in technischer und wissenschaftlicher Hinsicht, während rein sportliche Aspekte des Segelflugs von der FAI (Fédération Aéronautique Internationale) bzw. der dieser untergeordneten IGC (International Gliding Commission) wahrgenommen werden.
Die OSTIV untergliedert sich in eine technische und eine wissenschaftliche Sektion. Die wissenschaftliche Sektion beinhaltet das „Meteorological Panel“, die technische Sektion besteht aus dem „Sailplane Development Panel“ sowie dem „Training & Safety Panel“.
Die OSTIV ist Herausgeberin der wissenschaftlichen Zeitschrift „Technical Soaring“. Alle zwei Jahre findet der OSTIV-Kongress während und am Ort der Segelflug-Weltmeisterschaften statt.
Erster Ehrenpräsident wurde ab dem Jahre 1948 der deutsche Meteorologe und Pionier der Segelflugforschung Walter Georgii.